# Diócesis de San José (Filipinas)
La diócesis de San José (en latín: Dioecesis Sancti Iosephi in Insulis Philippinis, en inglés: Roman Catholic Diocese of San Jose y en pangasinán: Diocesis ti San Jose) es una circunscripción eclesiástica de la Iglesia católica en Filipinas. Se trata de una diócesis latina, sufragánea de la arquidiócesis de Lingayén-Dagupan. Desde el 29 de diciembre de 2024 es Sede vacante.

## Territorio y organización
La diócesis tiene 2540 km² y extiende su jurisdicción sobre los fieles católicos de rito latino residentes en la región de Luzón Central en 2 ciudades y 12 municipios de la parte septentrional de la provincia de Nueva Écija en la isla de Luzón.
La sede de la diócesis se encuentra en la ciudad de San José, en donde se halla la Catedral basílica de San José Obrero.
En 2020 en la diócesis existían 21 parroquias.

## Historia
La diócesis fue erigida el 16 de febrero de 1984 con la bula Saepe catholicorum del papa Juan Pablo II, obteniendo el territorio de la diócesis de Cabanatúan.

## Estadísticas
Según el Anuario Pontificio 2021 la diócesis tenía a fines de 2020 un total de 837 660 fieles bautizados.
| Año                                                                             | Población            | Población | Población      | Sacerdotes | Sacerdotes    | Sacerdotes    | Bautizados por sacerdote | Diáconos permanentes | Religiosos | Religiosos | Parroquias |
| Año                                                                             | Bautizados católicos | Total     | % de católicos | Total      | Clero secular | Clero regular | Bautizados por sacerdote | Diáconos permanentes | Varones    | Mujeres    | Parroquias |
| ------------------------------------------------------------------------------- | -------------------- | --------- | -------------- | ---------- | ------------- | ------------- | ------------------------ | -------------------- | ---------- | ---------- | ---------- |
| 1990                                                                            | 407 926              | 509 907   | 80.0           | 20         | 9             | 11            | 20 396                   | 1                    | 18         | 15         | 16         |
| 1999                                                                            | 487 197              | 573 173   | 85.0           | 28         | 15            | 13            | 17 399                   |                      | 30         | 31         | 17         |
| 2000                                                                            | 584 675              | 687 807   | 85.0           | 27         | 15            | 12            | 21 654                   |                      | 37         | 31         | 18         |
| 2001                                                                            | 509 823              | 599 792   | 85.0           | 31         | 15            | 16            | 16 445                   |                      | 50         | 41         | 18         |
| 2002                                                                            | 520 020              | 611 788   | 85.0           | 34         | 18            | 16            | 15 294                   |                      | 59         | 64         | 19         |
| 2003                                                                            | 546 021              | 642 377   | 85.0           | 37         | 20            | 17            | 14 757                   |                      | 42         | 71         | 19         |
| 2004                                                                            | 532 638              | 665 715   | 80.0           | 32         | 19            | 13            | 16 644                   |                      | 38         | 101        | 19         |
| 2010                                                                            | 710 957              | 803 000   | 88.5           | 32         | 20            | 12            | 22 217                   |                      | 39         | 23         | 21         |
| 2014                                                                            | 761 000              | 864 000   | 88.1           | 32         | 24            | 8             | 23 781                   |                      | 8          | 26         | 21         |
| 2017                                                                            | 799 790              | 907 510   | 88.1           | 42         | 32            | 10            | 19 042                   |                      | 10         | 26         | 19         |
| 2020                                                                            | 837 660              | 950 580   | 88.1           | 51         | 41            | 10            | 16 424                   |                      | 11         | 20         | 21         |
| Fuente: Catholic-Hierarchy, que a su vez toma los datos del Anuario Pontificio. |                      |           |                |            |               |               |                          |                      |            |            |            |

## Episcopologio
- Florentino Ferrer Cinense (24 de mayo de 1984-17 de agosto de 1985 nombrado obispo coadjutor de Tarlac)
- Leo Murphy Drona, S.D.B. (10 de junio de 1987-14 de mayo de 2004 nombrado obispo de San Pablo)
- Mylo Hubert Claudio Vergara (12 de febrero de 2005-20 abril de 2011 nombrado obispo de Pásig)
- Roberto Calara Mallari (15 de mayo de 2012-29 de diciembre de 2024 nombrado obispo de Tarlac)
  - Sede vacante, desde 2024